# Planetary Science Archive
El Planetary Science Archive és el dipòsit central de totes les dades científiques i d'enginyeria retornades per les missions del Sistema Solar de l'Agència Espacial Europea: actualment Giotto, Huygens, Mars Express, Rosetta, SMART-1, i Venus Express, així com diverses observacions cometàries basades en el sòl. Utilitza els estàndards del Planetary Data System de la NASA com a base per al format i l'estructura de totes les dades contingudes en l'arxiu. Tots els conjunts de dades són revisats per experts i se sotmeten a un procediment intern de validació addicional. Totes les dades del PSA es poden descarregar i emprar de franc. Els investigadors principals, així com el Planetary Science Archive de l'ESA, han de ser reconeguts en fer una publicació amb les dades descarregades.